# Joan Guitard
Joan Guitard (Vallcebre, 16 de març de 1815 – Perpinyà, 8 de novembre de 1904), fou un sacerdot català i, de jove, un militar carlí. El pretendent Carles li concedí el títol de comte de la Riera.
Feu els seus estudis eclesiàstics a Solsona i a Vic. En esclatar la primera guerra carlina fou incorporat, el 1833, a un regiment de les tropes lleials a la reina regent Maria Cristina (els cristinos), del que desertà a fi d'incorporar-se a les forces del pretendent Carles. S'incorporà a l'acadèmia militar establerta a Ripoll, ascendint ràpidament en l'escalafó sota els auspicis de Charles d'Espagnac (el "comte d'Espanya"), que l'incorporà al seu estat major. Als vint-i-quatre anys, essent capità, protagonitzà una acció militar al capdavant del seu batalló, prop de Campdevànol, al paratge de la Riera, de la que en sortí victoriós, però ferit; el que li comportà el reconeixement del pretendent Carles, que l'ascendí a comandant i li atorgà el títol de comte de la Riera.
Després del Conveni de Bergara i l'acabament de la guerra, abandonà la carrera militar per seguir la seva vocació eclesiàstica, i el 1840 anà a Roma, on hi seguí estudis de teologia i fou ordenat sacerdot el dia 18 de setembre de 1841, a la basílica de Sant Joan del Laterà. Essent el seu desig entrar a la Companyia de Jesús, atès que els jesuites havien estat expulsats d'Espanya, s'establí inicialment a Perpinyà, a la casa dels familiars de La Boissière, i posteriorment anà a Nivelles (Bèlgica), on hi feu el noviciat, retornant novament a Perpinyà. Feu coneixença del pare Claret, amb qui anà a Cuba. Quan Antoni M. Claret, arquebisbe de Santiago, hagué d'abandonar l'illa Joan Guitard el seguí, establint-se novament i definitiva a Perpinyà, on hi promogué l'Arxiconfraria de la Cort de Maria. L'èxit en la promoció de l'arxiconfraria per tota França i més enllà, valgué a Guitard el reconeixement de Lleó XIII, qui el 1883 el nomenà cambrer d'honor (cameriere d'onore) pontifici. En la mateixa època la reina d'Espanya li atorgà el títol de cavaller dels Hospitalers d'Espanya. El 1888, fruit d'un donatiu de 80.000 francs en favor dels Llocs Sants, recaptats per l'Étoile du Matin, òrgan de l'Arxiconfraria de la Cort de Maria, el Patriarca Llatí de Jerusalem, Vincenzo Bracco, gran mestre de l'Orde del Sant Sepulcre, recompensà a Joan Guitard, com a promotor de la iniciativa, nomenant-lo cavaller de l'orde.